# Charlestown, New Hampshire
Charlestown är en kommun (town) i Sullivan County, New Hampshire, USA med 5 114 invånare (2010). 